# Gonnoscodina
Gonnoscodina (sardinsky: Gonnoscodìna) je italská obec (comune) v provincii Oristano v regionu Sardinie. Nachází se ve výšce 112 metrů nad mořem a má 432 obyvatel. Rozloha obce je 8,82 km².